# Chenières
Chenières é uma comuna francesa na região administrativa de Grande Leste, no departamento de Meurthe-et-Moselle. Estende-se por uma área de 8,5 km². Em 2010 a comuna tinha 648 habitantes (densidade: 76,2 hab./km²).